# Acton (Maine)
Acton – miasto w Stanach Zjednoczonych, w stanie Maine, w hrabstwie York.